# Soleichthys siammakuti
Soleichthys siammakuti är en fiskart som beskrevs av Wongratana, 1975. Soleichthys siammakuti ingår i släktet Soleichthys och familjen tungefiskar. Inga underarter finns listade i Catalogue of Life.